# シュティプ
シュティプ（マケドニア語: Штип/Štip）は、マケドニア共和国東部地方の都市で、東部地方では最大の都市域を形成し経済、産業、娯楽、教育など周辺自治体にとって中心的な都市である。2002年の国勢調査によるシュティプ自治体の人口は47,976人である。シュティプはマケドニア共和国では最大の織物生産の中心で、ファッションの中心でもありマケドニア東部では唯一のゴツェ・デルチェヴ大学がある。1925年にマケドニア共和国で最初にオペラが公演された都市としても知られる。

## 地理

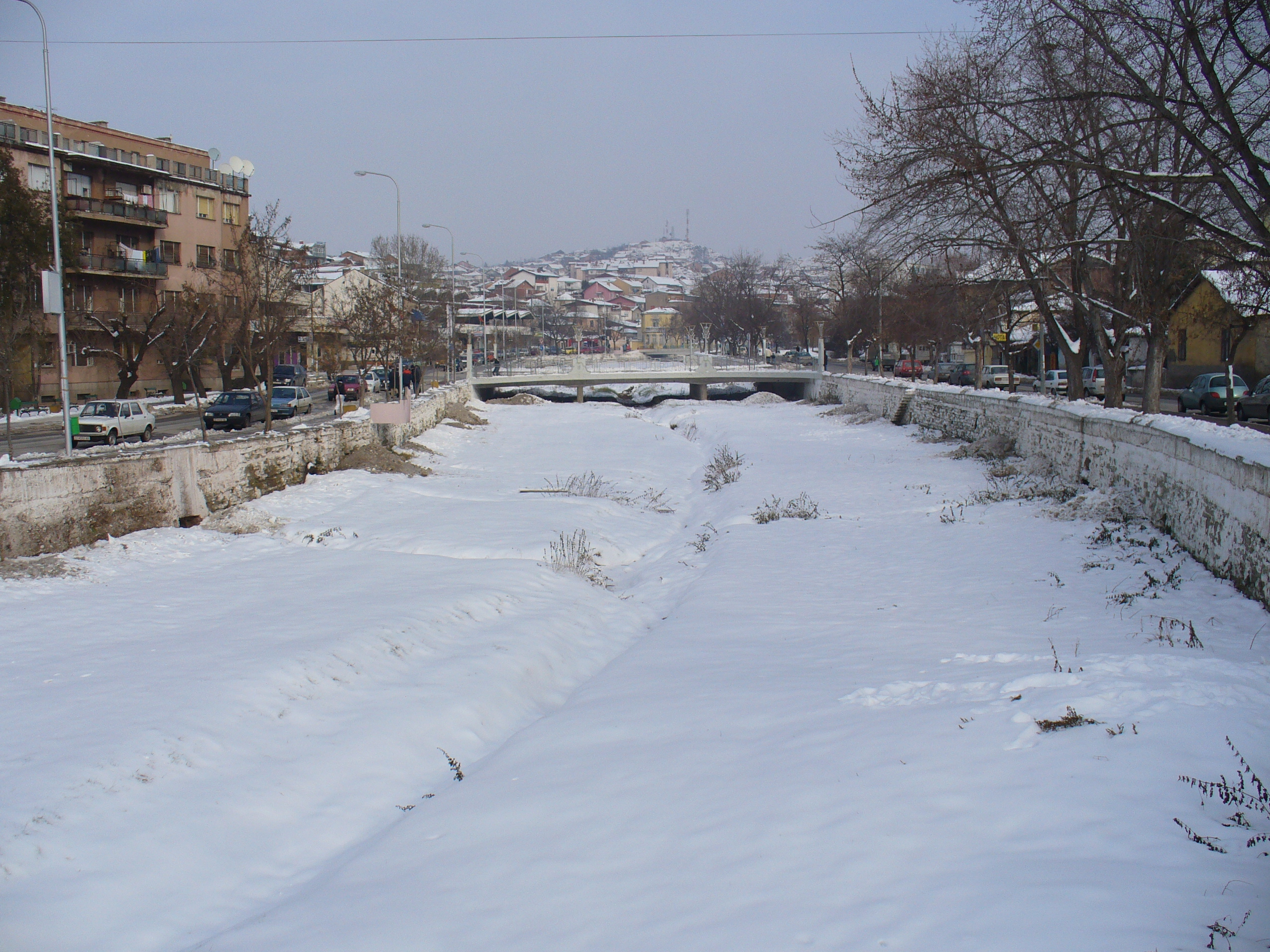
雪で覆われたオティニャ川

シュティプはラカヴィツァとオヴチェ・ポリェ、コチャニ低地の交わる場所にある。シュティプにはマケドニア共和国では２番目に長いブレガルニツァ川とオティニャ川が流れ、この二つの川は町の中心部を横切っている。イサル丘には中世初期の要塞が頂上を占め、市街を見下ろし「イサールの麓の町」と良く言われている。極端な気温の上昇により周辺部では森林破壊が起こっており、夏には32℃まで上がり日によって40℃以上になることも良く起こっている。冬は2ヶ月以下と短く、穏やかで通常-2℃程度まで下がるが時折、-10℃まで下がることもある。春は2月頃に始まり植物が芽吹くが5月頃まで雪が突然降ることもある。土壌はほとんどが砂質で、ツルヴェニツァ（Црвеница/crvenica）と呼ばれる赤土の部分が広く占めておりこれは多くの割合で鉄分が含まれていることを示している。シュティプの範囲は東はプラチュコヴィツァ、南東部はブレガルニツァ川、北側はブレガルニツァ川によって形成された沖積平地までである。

## 歴史

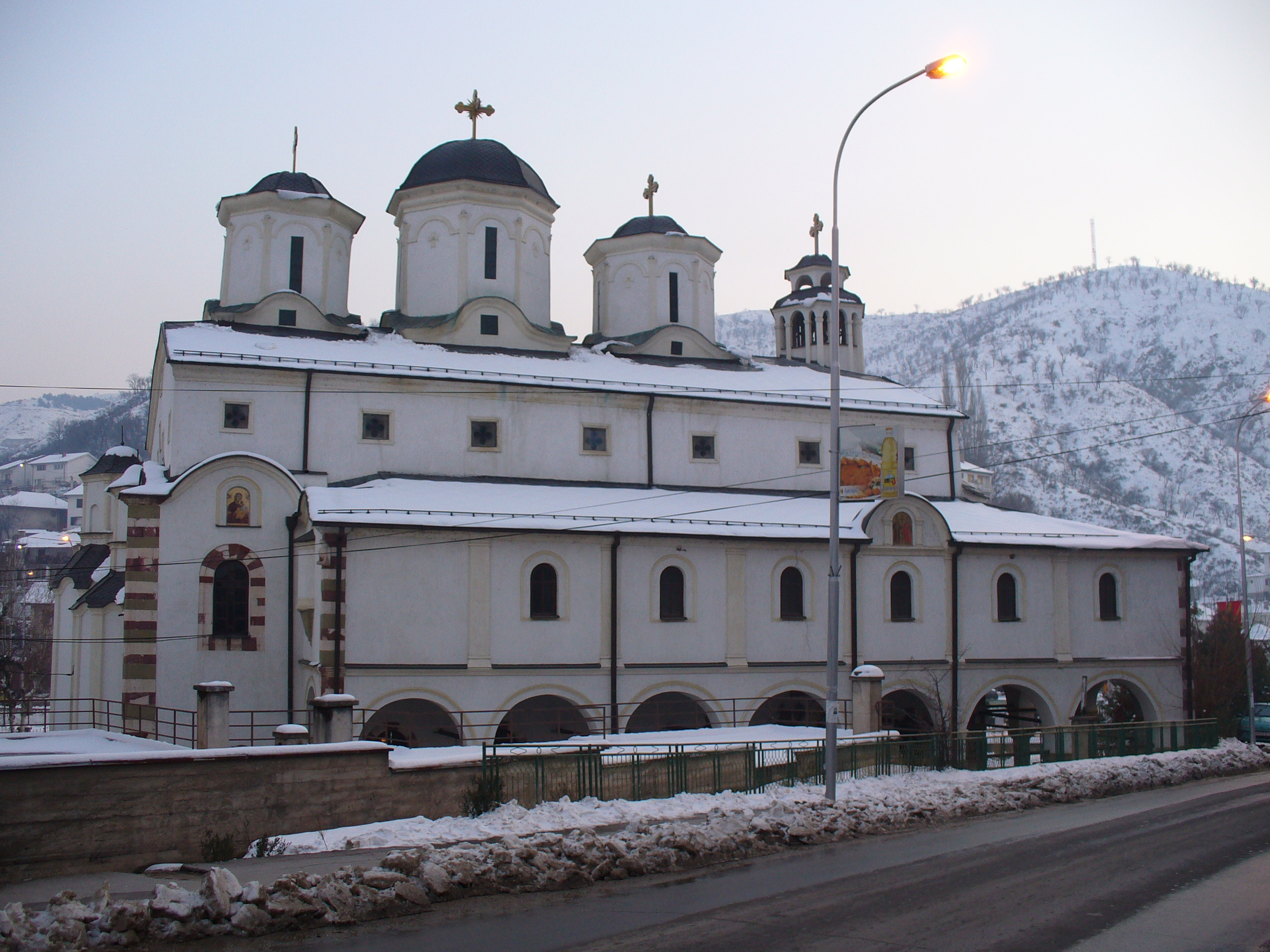
聖ニコラ教会

シュティプ（古代のアスティボ Astibo/Astibos/Astibus）には紀元前4世紀から5世紀に遡る、アクシオス川（ヴァルダル川）の肥沃な低地にあったパエオニア王国の古代の首都の遺産がある。ヴァルダル川へと注ぐアスティボ川沿いにはパエオニアを構成する二つの部族が住んでいた。癒しの神ダロンにちなむ名称のデッロネス（Derrones）と、ラエアエアン（Laeaeans, or Laeaei and Laiai）である。彼らはハルキディアのギリシャ都市のように統治の証として多くの硬貨を鋳造していた。これらの部族は紀元前480年、クセルクセス1世率いるペルシャの侵入により衰退したが、なおも強力な力を持つ、良く組織された勢力であり続け、パエオニアの名物であった家畜化されたオーロックスなどのエンブレムをあしらった並みはずれて重い硬貨の生産で知られていた。その後、アレクサンドロス1世のマケドニア帝国に紀元前360年以前に吸収された。
この地域が最初に言及されたのは紀元前3世紀の歴史家ポリアンによる記述で、アスティボの川が述べられ今日のブレガルニツァ川のことであると考えられる。ポリアンはまた、パエオニア人の皇帝が今日のシュティプ周辺で戴冠したことを述べている。  この地域の集落に関する最初の記述は14年から37年のローマ皇帝ティベリウスの時で、当時の記録ではアスティボはパエオニア属州の重要な町で、なおかつストビからパウタリアまでのローマ街道の2番目の宿場としても重要であったことが記されている。
3世紀後半になるととくにゴート族などの蛮族がローマ帝国東側領内の北部にあった多くの集落を破壊し、アスティボも同様に含まれていたとみられる。破壊された集落の代わりに新たにエスティペオン（Estipeon）の集落が直ぐに作られ、ローマ期後半からビザンティン時代にかけ繁栄した。 5世紀から6世紀にかけスラヴ人とアヴァールの部族の連合がエスティペオンを襲撃し破壊し、その後南スラヴ人の部族サグダトス (en) がこの地域に定住し、現在の町の名称であるシュティプの名が付いた。10世紀、キュリロスとメトディオス (en) は、最初のスラブ語アルファベットであるグラゴル文字を作成したあと、モラヴィア王国への長い宣教の旅に出る前にこの地でスラヴ人の部族に説教をした。この地域はスラヴ人の間に最初にキリスト教が広まった地域でもある。

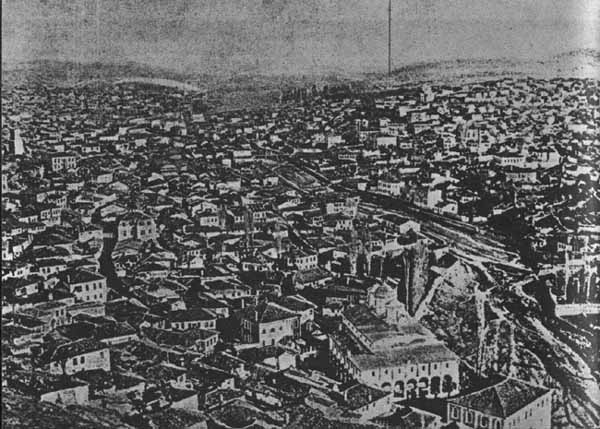
19世紀後半のシュティプ

多くの支配者がシュティプ地域を中世に統治していた。シュティプはブルガリア帝国の領域になったが1014年のクレイディオンの戦い (en) の後、ビザンティンが勝利しブルガリア帝国が再び成立する1185年までその支配が続いた。13世紀半ばからはいく度か支配者が代わった。その後1330年ステファン・ウロシュ3世のセルビア王国の支配地に併合されたが、それも1395年にオスマン帝国の支配に代わるまでのことだった。町の名称もシュティプからイシュティブ（Ishtib）に変わり、地方行政の首府が置かれる。この間5世紀にわたるオスマン支配のシュティプに関する消息は僅かで、1689年から1690年にかけオーストリアに2年間占領されている。バルカン戦争後、セルビア王国に併合され、その後まもなくヴァルダル・マケドニア (en) （マケドニア地方の北西部で現在のマケドニア共和国にあたる）の残りの部分とともにユーゴスラビア王国の一部となった。1941年4月6日にユーゴスラビア王国はナチス・ドイツの攻撃を受け、ブルガリアからやって来たドイツの航空機によりシュティプの町は爆撃を受けている。第二次世界大戦中、枢軸国側のブルガリアの軍隊は1944年9月上旬まで町を占領し後にドイツの軍隊が支配している。シュティプはマケドニア人民解放軍と新しく組織された反枢軸側のブルガリア軍により1944年11月8日に解放された。11月8日は解放の日としてシュティプ自治体では休日となっている。

## 交通
公共交通が市内や郊外で組織され自治体により路線バスが運行されている。長距離バスではBalkan Ekspres（Балкан Експрес）による運行があり、マケドニア共和国内の主要都市や近隣国の主要都市と結ばれている。鉄道駅は北郊の"Zheleznichka" にあり、コチャニなどの東部やヴェレスや首都スコピエなど西部などと結ばれている。また、市内には多くの民営のタクシーがあり、価格競争がある。
幹線道路ではM−5号線（シュティプ-コチャニ-デルチェヴォ）、欧州自動車道路E75号線、R−601号線、R−526号線などのアクセスがある。